# Чепинско езеро
Чепинското езеро е езеро в България, разположено на югоизток от село Чепинци, Софийско. Площта му е 63-70 хектара. Оттича се към Лесновската река, която е приток на река Искър. Използва се за добив на строителни материали. То е бивша кариера за инертни материали.